# Мартинелли, Давиде
Давиде Мартинелли (итал. Davide Martinelli; род. 31 мая 1993, Пеша, провинция Брешиа, области Ломбардия, Италия) — итальянский профессиональный шоссейный велогонщик, выступающий с 2020 года за команду мирового тура «Astana Pro Team». Сын известного итальянского велогонщика Джузеппе Мартинелли, являющегося с 2010 года спортивным директором команды Astana Pro Team.

## Достижения
2011
- 1-й  Чемпион Италии по трековым вылогонкам среди юниоров в индивидуальной гонке преследования
- 1-й на Memorial Davide Fardelli (U-23)
- 6-й на Чемпионате Европы по шоссейному велоспорту среди юниоров в индивидуальной гонке преследования

2012
- 2-й на Чемпионате Италии по шоссейному велоспорту среди мужчин в возрасте до 23 лет в индивидуальной гонке преследования
- 3-й на Circuito del Porto

2013
- 1-й  Чемпион Италии по шоссейному велоспорту среди мужчин в возрасте до 23 лет в индивидуальной гонке преследования
- 3-й на Circuito del Porto
- 6-й на Средиземноморских играх в индивидуальной гонке преследования
- 9-й на Chrono Champenois

2014
- 1-й  Чемпион Италии по шоссейному велоспорту среди мужчин в возрасте до 23 лет в индивидуальной гонке преследования
- 1-й  на Туре де л’Авенир — ОК
- 2-й  на Чемпионате Европы по шоссейному велоспорту среди мужчин в возрасте до 23 лет в индивидуальной гонке преследования
- 6-й на Circuito del Porto
- 7-й на Chrono Champenois
- 9-й на Trofeo Edil C

2015
- 1-й  Чемпион Италии по шоссейному велоспорту среди мужчин в возрасте до 23 лет в индивидуальной гонке преследования
- 3-й  на Чемпионате Европы по шоссейному велоспорту в групповой гонке (U-23)
- 7-й на Чемпионате Европы по шоссейному велоспорту в индивидуальной гонке преследования
- 3-й на Gran Premio Industrie del Marmo
- 3-й на Chrono Champenois
- 5-й на Coppa della Pace
- 6-й на GP Laguna
- 6-й на Paris–Roubaix Espoirs (U-23)
- 8-й на Gran Premio della Costa Etruschi

2016
- 1-й на этапе 1 на Туре Польши
- 1-й на этапе 2 на Туре Прованса
- 4-й на Стер ЗЛМ Тур — ГК

2017
- 10-й на Хандзаме Классик
- 10-й на Классика Брюсселя
- 10-й на Гран-при Ефа Схеренса

2018
- 1-й на этапе 1 (КГ) на Адриатика - Ионика

2019
- 3-й  на Чемпионате Европы по шоссейному велоспорту в командной гонке
- 9-й на Хейстсе Пейл

| ГК | Генеральная классификация |
| ОК | Очковая классификация     |

## Статистика выступлений наГранд Турах
| Гонка           | 2017 |
| --------------- | ---- |
| Джиро д'Италия  | 153  |
| Тур де Франс    | —    |
| Вуэльта Испании | —    |